# Ursula Oppens
Ursula Oppens (* 2. Februar 1944 in New York) ist eine US-amerikanische klassische Pianistin.

## Leben
Ursula Oppens erhielt ersten Klavierunterricht bei ihrer Mutter, Edith Oppens, einer Schülerin Anton Weberns. Dann erhielt sie Unterricht durch Leonard Shure, Guido Agosti und Rosina Lhévinne, bevor sie das Radcliffe College besuchte, wo sie englische Literatur und Wirtschaftswissenschaft studierte. Dann kehrte sie an die Juilliard School zurück, um bei Lhevinne ihr Pianospiel zu vervollkommnen. 1969 gab sie ihr Debüt in der Carnegie Recital Hall.
Oppens hat nicht nur als Interpretin des „Standard“-Repertoires einen ausgezeichneten Ruf, sondern auch als Interpretin zeitgenössischer Musik. So hat sie Werke von Komponisten wie Luciano Berio, Elliott Carter,  György Ligeti, Witold Lutosławski, Conlon Nancarrow,  Christian Wolff, Frederic Rzewski, Erhard Grosskopf, John Harbison, Joan Tower, Tania León, Tobias Picker und Charles Wuorinen, aber auch von Anthony Braxton, Marty Ehrlich und Julius Hemphill uraufgeführt. Sie hat mit zahlreichen der führenden Orchestern der Welt gespielt. Weiterhin ist sie auch als Improvisatorin hervorgetreten (u. a. mit Derek Bailey, Phil Wachsmann und Julie Tippetts).
Von 1994 bis 2008 war Ursula Oppens Professor für Musik an der Northwestern University in Evanston (Illinois). Seit 2008 bekleidet sie eine Professur für Musik am Brooklyn College sowie am Graduate Center der City University of New York.

## Auszeichnungen und Preise
1969 gewann sie den ersten Preis bei der „Busoni International Piano Competition“, 1970 erhielt sie das Ehrendiplom der Accademia Chigiana. 1976 errang sie den Avery Fisher Career Grant. Ihr Album mit Frederic Rzewskis The People United Will Never Be Defeated! wurde 1979 für den Grammy nominiert und von Record World als „Schallplatte des Jahres“ ausgezeichnet. Auch das Album American Piano Music of Our Time erhielt eine Grammy-Nomination. 1999 wurde sie in die American Academy of Arts and Sciences gewählt. Weiter wurde sie für Oppens Plays Carter 2010 und für Winging It – Piano Music of John Corigliano 2012 für einen Grammy in Kategorien für klassische Instrumentalsolos nominiert. Bis 2015 wurde sie mit insgesamt 5 Grammy-Nominierungen ausgezeichnet.